# 熱帶風暴黑格比 (2002年)
熱帶風暴黑格比（英語：Severe Tropical Storm Hagupit，國際編號：0218，聯合颱風警報中心：23W）為2002年太平洋颱風季第十八個被命名的風暴。「黑格比」一名由菲律賓提供，意思為「鞭撻」。黑格比使香港天文台發出2002年唯一一個八號烈風或暴風信號的熱帶氣旋。

## 路徑
2002年9月10日早上，位於南海東北部的一個低壓區在東沙島東南約140公里增強成熱帶低氣壓，穩定地在向西北偏西移動。當晚熱帶低氣壓增強為一熱帶風暴，翌日早上定名為黑格比，並於中午前增強為強烈熱帶風暴。黑格比於9月12日在廣東省陽江市江城區平岡鎮附近登陸並減弱為一熱帶風暴及轉向西移，晚上進一步減弱為一熱帶低氣壓。9月13日清晨，黑格比在廣西沿岸減弱為一低壓區。
黑格比減弱為低壓區後仍未消散，在沿岸維持一定強度。隨後黑格比在9月14日沿岸海域緩慢向西移動，其東面的輻合氣流為廣東沿岸帶來暴雨。隨東北季候風到達，黑格比繼續減弱並轉向東移動，並在9月15日於廣東省江門市台山市下川島沿岸消散。
註：9月14日至9月15日期間，日本氣象廳和台灣中央氣象局當時仍然定黑格比為熱帶低氣壓，而香港天文台、澳門地球物理暨氣象局及聯合颱風警報中心定為低壓區。

## 影響

### 香港
當地最高熱帶氣旋警告信號： 八號東南烈風或暴風信號
- 最接近當地時間：9月11日下午3時
- 最接近當地方位及距離：香港之西南偏南約150公里

香港天文台在9月10日下午2時40分發出一號戒備信號，當日下午，香港受黑格比的外圍雨帶影響，由下午開始，香港有狂風驟雨及雷暴，部分地區錄得約50-60毫米的雨量紀錄。隨香港風力增強及黑格比繼續接近，天文台在9月11日上午5時40分發出三號強風信號，當時黑格比位於香港東南偏南約190公里。香港亦轉吹偏東強風，橫瀾島的風勢達烈風程度。香港各區風速穩步上升，長洲更相當接近暴風程度，天文台因此下午1時40分改發八號東南烈風或暴風信號，成為第一個用「發出」的八號烈風或暴風信號。黑格比在下午3時左右最接近香港，當時它位於香港西南偏南約150公里。香港天文台總部於9月11日上午5時14分錄得的最低瞬時海平面氣壓為1001.0百帕斯卡，打鼓嶺於9月11日上午5時32分錄得的最低瞬時海平面氣壓為1001.9百帕斯卡，橫瀾島於9月11日上午6時49分錄得的最低瞬時海平面氣壓為999.9百帕斯卡，長洲於9月11日上午5時20分錄得的最低瞬時海平面氣壓為1000.4百帕斯卡。
隨著黑格比向西移離香港及本地的風力普遍下降，天文台在9月12日清晨1時40分改發三號強風信號，當時黑格比位於香港西南偏西約200公里，更於同日早上5時40分取消所有熱帶氣旋警告信號。
在黑格比影響香港期間，共有32人受傷。大風亦令香港多處發生樹木和棚架倒塌，其中在中環倒下的棚架導致附近交通受阻約兩小時。另外，在香港附近水域有三艘漁船遇險，船上的37人均由政府飛行服務隊救起。香港機場有超過40班航機須要取消及多班航機出現延誤，往離島的小輪以及部份巴士線亦一度停止服務。
黑格比減弱為低壓區後再度接近香港，為香港帶來暴雨，天文台在9月14日至9月17日期間曾四度發出黃色暴雨警告信號，更一度改發紅色暴雨警告信號。

### 澳門
- 當地最高熱帶氣旋警告信號：  八號東南風球
- 最接近當地時間：9月11日晚上8時
- 最接近當地方位及距離：澳門西南偏南約100公里

澳門地球物理暨氣象局在9月10日下午4時懸掛一號風球，隨澳門風力增強及黑格比 (當年稱作為克格比) 繼續接近，澳門地球物理暨氣象局在9月11日上午7時改掛三號風球。由於黑格比增強為強烈熱帶風暴及移近澳門，澳門氣象局因此在下午2時30分改掛八號東南風球。黑格比在11日晚上8時左右最接近澳門，當時它位於澳門西南偏南約100公里。隨著黑格比向西移離澳門及本地的風力普遍下降，氣象局在9月12日清晨2時30分改掛三號風球，更於同日早上10時除下所有風球。
在風暴吹襲澳門期間，大潭山氣象站在9月11日16:00-17:00分錄得東南偏東69km/h之持續風力，在14:23分錄得最大陣風為125km/h；友誼大橋南峰一小時平均風力更錄得91km/h，陣風高達132km/h。在懸掛風球期間，總共錄得108.2毫米雨量。

### 中国大陆

#### 廣東
在黑格比掠過廣東沿岸海域期間，有20多艘漁船或貨船遇險，這些船上共載有200多人，其中一艘船沉沒，而另一艘船則與救援中心失去聯絡，共導致最少20人失蹤。在廣東西部，與黑格比相關的強風和大雨亦對一些房屋和農田造成破壞。

## 熱帶氣旋信號使用記錄
| 香港天文台 熱帶氣旋警告信號 | 香港天文台 熱帶氣旋警告信號 | 香港天文台 熱帶氣旋警告信號 |
| --------------------------- | --------------------------- | --------------------------- |
| 上一熱帶氣旋                | 一號戒備信號                | 下一熱帶氣旋                |
| 強烈熱帶風暴黃蜂            | 一號戒備信號                | 強烈熱帶風暴天鵝            |
| 颱風百合                    | 三號強風信號                | 超強颱風伊布都              |
| 颱風玉兔                    | 八號東南烈風或暴風信號      | 超強颱風伊布都              |
| 颱風玉兔                    | 八號烈風或暴風信號          | 超強颱風伊布都              |

| 澳門氣象局 熱帶氣旋警告信號 | 澳門氣象局 熱帶氣旋警告信號 | 澳門氣象局 熱帶氣旋警告信號 |
| --------------------------- | --------------------------- | --------------------------- |
| 上一熱帶氣旋                | 一號風球                    | 下一熱帶氣旋                |
| 強烈熱帶風暴黃蜂            | 一號風球                    | 強烈熱帶風暴天鵝            |
| 強烈熱帶風暴黃蜂            | 三號風球                    | 颱風伊布都                  |
| 颱風莎莉                    | 八號東南風球                | 颱風伊布都                  |
| 颱風尤特                    | 八號風球                    | 颱風伊布都                  |

## 外部連結
- 2002年熱帶氣旋年刊
- 走勢及回顧- 強烈熱帶風暴黑格比 - 香港熱帶氣旋追擊站 （页面存档备份，存于）